# Sheridan (Indiana)
Sheridan – miasto w Stanach Zjednoczonych, w stanie Indiana, w hrabstwie Hamilton.